# Pirgos (Élide)
Pirgos o Pyrgos (en griego Πύργος) es una ciudad griega, capital de la unidad periférica de Élide, en la periferia de Grecia Occidental. Es un importante centro comercial y su puerto se encuentra en la localidad de Katákolo. Su población censada en 2001 era de 34.902 habitantes en el demo, de los cuales 23.791 vivían en el núcleo de Pirgos.

## Toponimia
Es posible que en la misma localización en que se halla Pirgos hoy en día, se localizara la antigua ciudad de Dispontio. En las cercanías de la misma se situaba también la antigua ciudad de Letrinos, de donde proviene la denominación de Demo de Létrina, que recibió hasta la década de 1980. El topónimo actual proviene de la torre que construyó en 1512 el bey de la región, Georgios Tserontás, aunque el primer uso constatado del topónimo es de 1778.

## Historia

La Élide en la época clásica.

El núcleo histórico de Pirgos, heredero de las antiguas ciudades de Dispontio y Létrina, apareció alrededor del siglo XVI en torno a la torre construida en 1512 por el bey Georgios Tserontás. Durante el dominio veneciano, Pirgos fue una estación de paso para los comerciantes que se dirigían a Zante. Posteriormente, con la conquista de los turcos, se convirtió en un centro económico importante. No obstante, el número de turcos que habitaron la ciudad fue considerablemente reducido y localizado, manteniéndose el poder local en manos de las oligarquías griegas. Esto hizo que, paradójicamente, la ciudad se posicionara en el lado pro-turco en la revuelta de Orlov, precursora de la Guerra de independencia griega. En esta segunda revuelta, sin embargo, Pirgos fue una de las primeras ciudades en levantarse, el 29 de marzo.
Tras la independencia de Grecia Pirgos se convirtió en la capital de la provincia de Élide. La población de la ciudad había disminuido sensiblemente y el estado general de la misma era lamentable, con un gran número de edificios en ruinas. Por tanto, el 26 de julio de 1830 se solicitó la llegada de un arquitecto para realizar un plan general de reconstrucción y además construir una Casa Consistorial, todo ello con dinero público.
Durante el periodo de 1851 a 1855 el desarrollo de la exportación de pasas creció hasta tal punto que el gobierno creó una oficina de impuestos en Pirgos para facilitar la recolección de estos dados los grandes ingresos de los agricultores y comerciantes. Al poco tiempo se instaló el consulado de Italia, al que siguieron los de Noruega, los Países Bajos, Alemania, Imperio austrohúngaro, los Estados Unidos y Francia. En 1888 tuvo lugar la primera concentración pública de los agricultores por el abandono que sufrían por parte del Estado, lo que derivó en un largo conflicto en el que el estado se vio obligado incluso a enviar al ejército en varias ocasiones. Durante la Segunda Guerra Mundial, Pirgos fue ocupado primero por un cuerpo de 700 italianos que desembarcaron el 5 de mayo de 1941. Este fue sustituido posteriormente por un cuerpo de alemanes cuyo número varió a lo largo del tiempo hasta que, el 4 de septiembre de 1944 los últimos soldados abandonaron la ciudad.

## Demografía
En 2001 el demo de Pirgos contaba con 34.902 habitantes, según cifras oficiales del Ministerio griego de Interior. La gran mayoría de la población vivía en la ciudad de Pirgos, y el resto en unidades poblacionales (τοπικά διαμερίσματα, "topiká diamerísmata") distribuidas como sigue:
| Unidad de población                    | Habitantes | Coordenadas                              | Distancia (km) |
| -------------------------------------- | ---------- | ---------------------------------------- | -------------- |
| Agios Georgios (Άγιος Γεώργιος)        | 706        | 37°42′0″N 21°26′0″E / 37.70000, 21.43333 | 2,5            |
| Agios Ilías Pirgu (Άγιος Ηλίας Πύργου) | 335        | 37°40′0″N 21°23′0″E / 37.66667, 21.38333 | 12             |
| Agios Ioánnis (Άγιος Ιωάννης)          | 799        | 37°43′0″N 21°19′0″E / 37.71667, 21.31667 | 3,5            |
| Ambelónas (Αμπελώνας)                  | 740        | 37°43′0″N 21°27′0″E / 37.71667, 21.45000 | 7              |
| Eleón (Ελαιών)                         | 495        | 37°44′0″N 21°27′0″E / 37.73333, 21.45000 | 9              |
| Granitséika (Γρανιτσαίικα)             | 424        | 37°39′0″N 21°21′0″E / 37.65000, 21.35000 | 5,5            |
| Katákolo (Κατάκολο)                    | 601        | 37°39′0″N 21°19′0″E / 37.65000, 21.31667 | 10,5           |
| Kolírio (Κολίριο)                      | 1061       | 37°41′0″N 21°28′0″E / 37.68333, 21.46667 | 2,5            |
| Korakojóri (Κορακοχώρι)                | 284        | 37°40′0″N 21°18′0″E / 37.66667, 21.30000 | 12,5           |
| Lastanéika (Λασταίικα)                 | 612        | 37°41′0″N 21°24′0″E / 37.68333, 21.40000 | 3              |
| Leventojóri (Λεβεντοχώρι)              | 271        | 37°41′0″N 21°19′0″E / 37.68333, 21.31667 | 10,5           |
| Mirtea (Μυρτέα)                        | 788        | 37°42′0″N 21°21′0″E / 37.70000, 21.35000 | 10             |
| Paleovarvasena (Παλεοβαρβασίνα)        | 453        | 37°40′0″N 21°31′0″E / 37.66667, 21.51667 | 8              |
| Salmoni (Σαλμώνη)                      | 840        | 37°39′0″N 21°32′0″E / 37.65000, 21.53333 | 8              |
| Skafidiá (Σκαφιδιά)                    | 231        | 37°41′0″N 21°19′0″E / 37.68333, 21.31667 | 10,5           |
| Skurojóri (Σκουροχώρι)                 | 702        | 37°39′0″N 21°21′0″E / 37.65000, 21.35000 | 7              |
| Varvasena (Βαρβασαίνα)                 | 1356       | 37°40′0″N 21°29′0″E / 37.66667, 21.48333 | 4              |
| Vitinéika (Βυτιναίικα)                 | 413        | 37°40′0″N 21°23′0″E / 37.66667, 21.38333 | 4              |
| Pirgos (ciudad)                        | 23.791     | 37°40′0″N 21°28′0″E / 37.66667, 21.46667 | -              |

## Medios de comunicación

### Prensa
Los primeros indicios sobre la edición de publicaciones periódicas en Pirgos datan de 1867 cuando se publicó por primera vez el periódico semanal La Voz de la Élide (Η Φωνή της Ηλείας, "I Foní tis Ilías"). Influidos por el espíritu ilustrado, el año siguiente comienzan a editarse tres nuevos semanarios. Sigue un periodo de estabilidad entre 1868 y 1884 que se ve roto por las nuevas publicaciones que surgen a partir de ese año: Élide (Ηλεία, "Ilía"), Amigo del pueblo (Φίλος του λαού, "Fílos tu laú"), Pionero (Σκαπανεύς, "Skapanéfs"), etc. También fue de importancia la publicación del histórico ensayo del profesor Georgios Papandreu Lo eládico (Ηλειακά , "Iliaká") en 1888. En la actualidad se editan tres diarios en Pirgos: Patrís (Πατρίς), Proti (Πρώτη) y Proiní (Πρωινή).

## Patrimonio

### Patrimonio civil

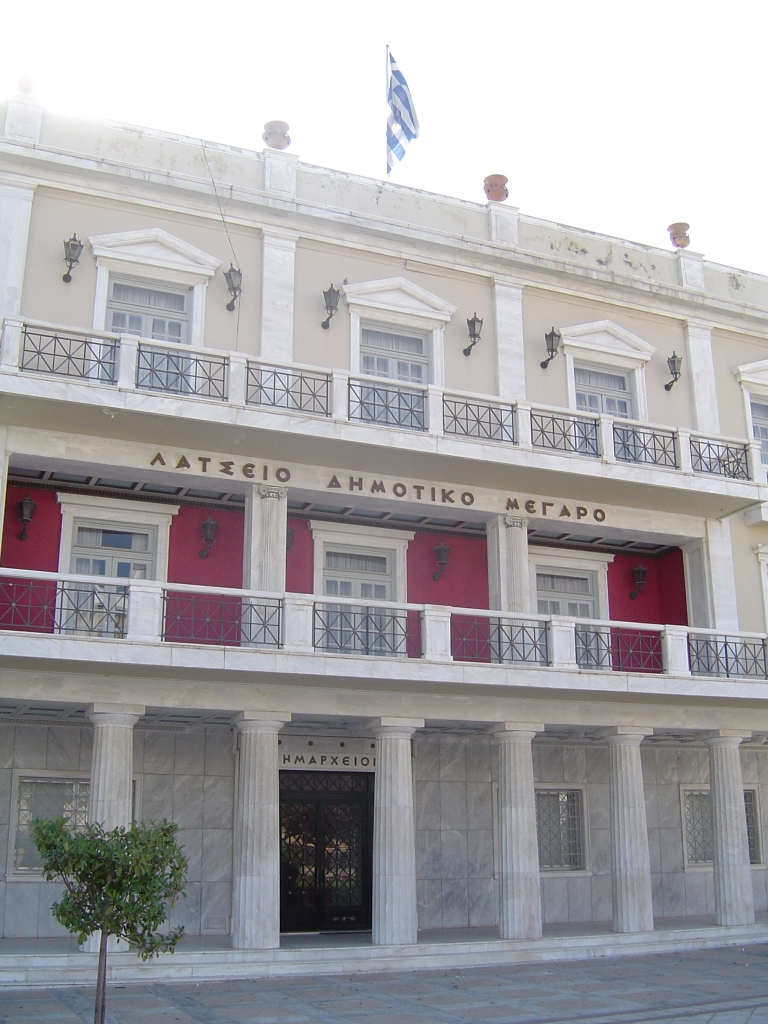
Palacio Municipal.

- Palacio Municipal (Λάτσειο Δημοτικό Μέγαρο, "Látseio Dimotikó Mégaro"): Se construyó según los planos de Yanis Latsis. Es sede del ayuntamiento y de la Sala de Exposiciones Populares.
- Mercado Municipal (Δημοτική Αγορά, "Dimotikí Agorá"): En origen de madera, en 1889 se construyó el edificio actual, inaugurado en 1890. En la actualidad alberga el Museo Arqueológico de Pirgos.
- Teatro Apolo (Θέατρο «Απόλλων», "Théatro Apólon"): Data del siglo XIX, obra del arquitecto Socratis Silaidópulu. Usado como establo durante la Segunda Guerra Mundial,[11] en la actualidad está totalmente rehabilitado.

### Patrimonio religioso
- Iglesia de San Jarálabos (Ναός του Αγίου Χαραλάμπου, "Naós tu Agíu Jaralabu"): Se construyó en el siglo XVIII, bajo dominio turco, por iniciativa de una familia de la aristocracia local.[15] San Jarálabos es el patrón de Pirgos ya, según la tradición, salvó la ciudad de la peste.
- Iglesia de Santa Kiriakí (Ναός της Αγίας Κυριακής, "Naós tis Agías Kiriakís"): De estilo gótico, es la iglesia más antigua de Pirgos. En su exterior existen interesantes imágenes de Tamvakis de Zante.
- Iglesia de San Atanasio (Ναός του Αγίου Αθανασίου, "Naós tu Agíu Athanasíu"): Se encuentra sobre una de las colinas de la zona.[16] Alberga una imagen de la Virgen que, según la tradición, fue comprada a unos monjes del Monte Athos. Estos, aunque en un primer momento se negaron a vender la imagen y pusieron rumbo a Zante para encontrar un mejor postor, no pudieron cruzar y hubieron de volver a Pirgos y venderla allí.[17]
- Iglesia de San Nicolás (Ναός του Αγίου Νικολάου, "Naós tu Agíu Nikoláu"): Es la iglesia metropolitana de Pirgos. Fue totalmente destruida en 1885, por lo que se comenzó a reconstruir en 1889, aunque las obras no finalizaron hasta 1906.[18]